# ID1
ID1 (англ. Inhibitor of DNA binding 1, HLH protein) – білок, який кодується однойменним геном, розташованим у людей на короткому плечі 20-ї хромосоми. Довжина поліпептидного ланцюга білка становить 155 амінокислот, а молекулярна маса — 16 133.
| 10         |  | 20         |  | 30         |  | 40         |  | 50         |
| ---------- |  | ---------- |  | ---------- |  | ---------- |  | ---------- |
| MKVASGSTAT |  | AAAGPSCALK |  | AGKTASGAGE |  | VVRCLSEQSV |  | AISRCAGGAG |
| ARLPALLDEQ |  | QVNVLLYDMN |  | GCYSRLKELV |  | PTLPQNRKVS |  | KVEILQHVID |
| YIRDLQLELN |  | SESEVGTPGG |  | RGLPVRAPLS |  | TLNGEISALT |  | AEAACVPADD |
| RILCR      |  |            |  |            |  |            |  |            |

A: Аланін

C: Цистеїн

D: Аспарагінова кислота

E: Глутамінова кислота

G: Гліцин

H: Гістидин

I: Ізолейцин

K: Лізин

L: Лейцин

M: Метіонін

N: Аспарагін

P: Пролін

Q: Глутамін

R: Аргінін

S: Серин

T: Треонін

V: Валін

Кодований геном білок за функціями належить до репресорів, білків розвитку. 
Задіяний у таких біологічних процесах, як транскрипція, регуляція транскрипції, біологічні ритми, альтернативний сплайсинг. 
Локалізований у цитоплазмі, ядрі.